# Wacław Bereźnicki
Wacław Bereźnicki (ur. 22 stycznia 1882 w Koniach koło Grójca, zm. we wrześniu 1940 w KL Auschwitz), prawnik polski, adwokat.
Był synem Ignacego i Katarzyny z Bukowieckich. Uczęszczał do IV gimnazjum w Warszawie, a maturę zdał w Suwałkach (1901). Początkowo zamierzał poświęcić się karierze artystycznej i rozpoczął studia w Wyższej Szkole Muzycznej w Paryżu; cieszył się opinią dobrego wykonawcy muzyki Chopina. Ostatecznie przeniósł się na całkiem inny kierunek studiów i w 1909 uzyskał dyplom Wydziału Prawa Uniwersytetu w Dorpacie.
Odbył praktykę sądową i przez jakiś czas pracował jako asesor. Przyjęty do palestry w 1920, otworzył kancelarię w Warszawie. Jej siedziba znajdowała się początkowo przy ulicy Hożej 50, potem przy ulicy Wilczej 16. Specjalizował się w sprawach cywilnych. Był znanym społecznikiem, udzielającym bezpłatnych porad osobom niezamożnym nie tylko w ramach dyżurów w Radzie Adwokackiej, ale i we własnej kancelarii.
Latem 1940 został aresztowany przez Niemców wraz z grupą kilkudziesięciu adwokatów. Przez dwa miesiące był więźniem Pawiaka, gdzie należał do grona inicjatorów wykładów z różnych dziedzin wiedzy, głoszonych przez aresztowanych dla wzajemnego podtrzymania się na duchu. Sam głosił wykłady z prawa i historii. Zdając sobie sprawę również z potrzeby utrzymania zdrowia i kondycji fizycznej, propagował wśród współwięźniów gimnastykę szwedzką. Z Pawiaka wysłany został do obozu koncentracyjnego w Auschwitz-Birkenau, gdzie niebawem zginął. Przesłane z obozu prochy złożono w grobie rodzinnym na cmentarzu Powązkowskim.
Adwokatem był również młodszy brat Wacława, Władysław (1887–1943), także absolwent uniwersytetu dorpackiego. Podobnie jak brat poniósł śmierć w czasie II wojny światowej z rąk hitlerowców.